# Chiringuito

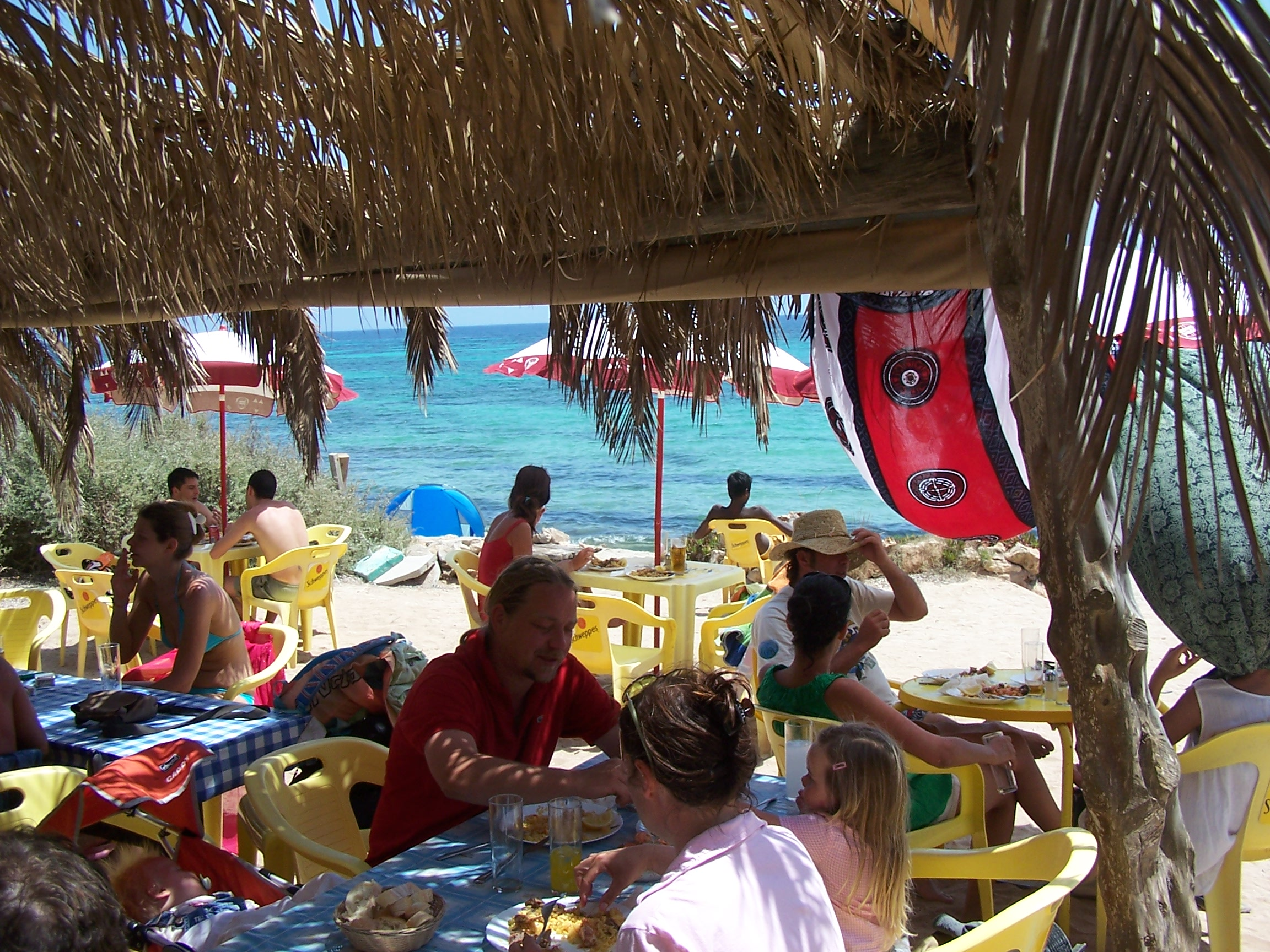
Chiringuito presso una spiaggia di Formentera

Chiringuito (pronuncia [ʧiɾiŋˈɡito]) è un termine spagnolo utilizzato per indicare un particolare chiosco per la vendita di alimenti e bibite, originario degli ambienti balneari della costa spagnola mediterranea. I chiringuito sono molto diffusi su spiagge e altre zone turistiche nella  loro classica forma di strutture in legno, provvisorie e rimovibili.
L'utilizzo del termine chiringuito si è diffuso fino a indicare anche veri e propri locali destinati alla ristorazione, normalmente sulle spiagge.
In economia, dal momento che molti chiringuito tendono (o tendevano) ad operare nell'economia informale, il termine è talvolta esteso a qualsiasi attività commerciale poco trasparente o ad una società che opera nel variamente regolamentato mercato grigio o nell'illecito mercato nero.